# Erdős Lajos
Erdős Lajos, született Engländer Lajos (Hódmezővásárhely, 1879. január 19. – Budapest, 1942. augusztus 28.) állami gimnáziumi matematika- és fizikatanár, filozófiai író. Erdős Pál édesapja.

## Életútja
Engländer Adolf tanító és Zimmermann Terézia fiaként született. A budapesti egyetemen tanult és az elsők között volt, akik természetfilozófiával tudományos alapon kezdtek foglalkozni. Az első világháborúban a keleti frontra került, 1914-ben fogságba esett. Ezután hat évet töltött szibériai fogolytáborokban, ahol francia és angol nyelvkönyvekből tanult meg mindkét nyelven írni és olvasni. 1920-ban tért haza Vlagyivosztokból egy francia hajón.
Tanulmányai végeztével vidéken, majd a fővárosban, a Szent István gimnáziumban lett tanára a matematikának és fizikának. Ilyen irányú tanulmányain kívül írott értekezései: Természettudomány és filozófia (az Alexander-emlékkönyvben); Mach filozófiája (1912), melyet nálunk ő ismertetett először, továbbá: A természettudományi világfelfogás válsága (1927) és Bernhard Shaw filozófiája (1927). Munkatársa volt a Huszadik Század és Századunk c. folyóiratoknak. Cikkei megjelentek a Faragó Andor által szerkesztett Középiskolai Matematikai és Fizikai Lapokban. Lefordította, s bevezette: Mach Érzetek elemzése című munkáját.
Halálát szívgyengeség, koszorúér-elzáródás okozta.

## Magánélete
Felesége Wilhelm Anna volt, Wilhelm Ármin és Grün Zsófia lánya, akivel 1905. április 9-én Budapesten, a Terézvárosban kötött házasságot.